# Loi pour la sécurité intérieure
 (mars 2013).
Lire en ligne

Lire sur Légifrance

La loi pour la sécurité intérieure (LSI ou Loi Sarkozy II) en France a été adoptée par le parlement, le 18 mars 2003 et publiée au Journal officiel, le 19 mars de la même année. La LSI fait suite au projet de loi déposé par le ministre d'État, de l'intérieur, de la sécurité intérieure et des libertés locales, Nicolas Sarkozy. Elle fait partie d'un projet plus global : la loi d'orientation et de programmation pour la sécurité intérieure (LOPSI), votée en 2002, ayant pour objectif de modifier les moyens juridiques et sécuritaires, afin de mieux répondre à l'augmentation « exponentielle » de la délinquance et de la criminalité. La LSI a été la première réponse du législateur, avec pour but de lutter contre l'insécurité.
Cette loi crée une série de nouveaux délits et de nouvelles sanctions concernant la prostitution, la mendicité, les gens du voyage, les rassemblements dans les halls d'immeubles, les menaces, le hooliganisme, l'homophobie ou le commerce des armes. Elle octroie par ailleurs de nouveaux pouvoirs aux forces de l'ordre comme l'élargissement de certains fichiers, des modifications des conditions de garde à vue, etc.
Cependant, au-delà de ces mesures prises par le parlement (nouvelles infractions, peines encourues étendues), c'est en fait toute l'institution judiciaire qui a dû être réformée (pour que cela passe). En effet, modifier le code pénal et le code de procédure pénale a entraîné le législateur mais surtout le ministre de l'intérieur, à prendre en compte les revendications des syndicats de la police nationale, ce qui a ouvert un dialogue entre le Gouvernement et les forces de l'ordre. Les syndicats des officiers de la police nationale demandaient depuis de nombreuses années que leur statut de fonctionnaire soit revalorisé. Il a donc été décidé, non seulement de donner aux Officiers de police un nouveau statut, mais également de leur faire bénéficier d'une extension de compétence, notamment pour rendre plus opérationnelles les missions des GIR. Enfin, il s'avère que c'est toute la police nationale, mais également, comme on le verra, la gendarmerie nationale qui a été modifiée dans son organisation et les compétences de ses fonctionnaires.
Une partie de la LSI donne ainsi aux forces de l'ordre de nouvelles compétences, afin de s'adapter aux nouvelles formes de la délinquance et de la criminalité[réf. nécessaire].

## Description de la LSI[3]

### Nouveaux pouvoirs aux forces de l'ordre
La LSI ouvre de nouveaux moyens d’action aux policiers et gendarmes : 
- possibilité de fouiller les véhicules dans certaines circonstances et sous contrôle de l’autorité judiciaire ;
- donne aux officiers de police judiciaire une compétence départementale ;
- inscription de nouvelles informations dans les fichiers de recherche criminelle notamment le fichier des empreintes génétiques (FNAEG). Elle permet d'étendre le fichier génétique à toutes les personnes à l'encontre desquelles il existe « des raisons plausibles de soupçonner qu'elles ont commis une infraction » ;
- possibilité de blocage des téléphones portables volés via les opérateurs de téléphonie mobile ;
- contrôle automatisé des données signalétiques des véhicules (art. 26).

### Nouveaux délits et nouvelles sanctions
De nouvelles incriminations sont également mises en place :

#### Racolage passif
Concernant la prostitution, un nouveau délit a été instauré : le « racolage passif ».
Dans le Code pénal, une nouvelle infraction est prévue à l’article 225-10-1 :

« Le fait, par tout moyen, y compris par une attitude même passive, de procéder publiquement au racolage d'autrui en vue de l'inciter à des relations sexuelles en échange d'une rémunération ou d'une promesse de rémunération est puni de deux mois d'emprisonnement et de 3 750 euros d'amende. »

Le délit de racolage est ainsi élargi et intègre désormais le racolage passif et aggrave cette infraction en la transformant en délit. Auparavant, le racolage actif était poursuivi au titre des contraventions de 5e classe (article R. 625-8 du Code pénal). Néanmoins, cette nouvelle disposition pénale n’a pas abrogé la contravention prévue par cet article.

#### Rassemblements «menaçants ou hostiles»
Concernant les quartiers défavorisés : les rassemblements « menaçants ou hostiles » dans les parties communes d’immeubles. Après l'article L. 126-2 du code de la construction et de l'habitation, il est inséré un article L. 126-3 ainsi rédigé :

« Le fait d'occuper en réunion les espaces communs ou les toits des immeubles collectifs d'habitation en empêchant délibérément l'accès ou la libre circulation des personnes ou le bon fonctionnement des dispositifs de sécurité et de sûreté, est puni de deux mois d'emprisonnement et de 3 750 euros d'amende. 
Lorsque cette infraction est accompagnée de voies de fait ou de menace, de quelque nature que ce soit, elle est punie de six mois d'emprisonnement et de 7 500 euros d'amende.

Les personnes coupables des infractions prévues aux deux premiers alinéas, encourent également, à titre de peine complémentaire, une peine de travail d'intérêt général. »

#### Autres nouvelles mesures
Une série de nouvelles mesures sont prises dans le cadre de la LSI dont :
- les réseaux d’exploitation de la mendicité, la « mendicité agressive » en réunion ou à l’aide d’animaux dangereux.
Nouveauté : à préciser ;
- les gens du voyage : lorsqu'il y a délit d'installation illicite sur une propriété privée ou publique « au moyen d'un véhicule automobile ». Dans ce cas, les forces de l'ordre peuvent confisquer le véhicule en cause et suspendre le permis de conduire de l'auteur des faits pour une durée maximale de trois ans ainsi que des peines de six mois de prison et d'une amende de 3 750 euros.
Nouveauté : Jusqu'à présent, l'expulsion d'un terrain occupé sans autorisation ne pouvait être décidée que par un tribunal ;
- les moyens de lutte contre le proxénétisme :
Nouveauté : les moyens sont renforcés (à préciser) ;
- le recours à la procédure pénale par les maires pour l’occupation de terrains communaux et de propriété privée par les gens du voyage sans autorisation sera conditionnée par ailleurs à l’aménagement d’aires de stationnement (préciser les changements) ;
- dans la LSI, il est prévu une modification de la législation sur les armes : production d’un certificat médical pour l’acquisition ou la détention d’une arme réglementée, consultation des fichiers de police criminelle lors de demandes d’acquisition ou de déclaration, restriction de l’achat des carabines 22 long rifle aux détenteurs d’un permis de chasse ou d’une licence de tir sportif en cours de validité (préciser les changements) ;
- punition de tout « outrage au drapeau national » ou à l'hymne national par 7 500 euros d'amende, plus six mois de prison si le geste est commis « en réunion » (préciser les changements) ;
- échange des données du fichier des personnes recherchées (FPR) avec des organisations étrangères (art. 24) (préciser les changements).

## Conséquences et critiques de la LSI
Plusieurs associations ont fortement critiqué certaines mesures prises par les forces de l'ordre sous l'égide de la LSI. Globalement ces associations décrivent ces nouvelles mesures comme une nouvelle criminalisation de la pauvreté, ou comme certains[Qui ?] le disent : « exclure encore plus les exclus »[réf. nécessaire]. Criminalisation également de personnes déjà précarisées sans répondre au pourquoi (et outrepasser le travail de la Justice).

### Critiques des mesures concernant le «racolage passif»
La création de ce nouveau délit a suscité l'opposition de certains groupes[Qui ?], des manifestations de prostituées ayant été organisées pour protester contre celui-ci, autour du mot d'ordre « Putes mais pas soumises ». Cinq ans après, celle-ci suscite toujours des mobilisations à son encontre, certains membres d'association soulignant ses effets délétères sur la santé publique. Ainsi, le collectif « Droits et prostitution », soutenu, entre autres, par Médecins du monde, Act Up-Paris et le Syndicat de la magistrature, manifestait le 5 novembre 2007 devant le Sénat pour réclamer l'abrogation de cet article de loi. Une autre manifestation a eu lieu en mars 2008.
Act Up-Paris, une association luttant contre l'expansion du sida dénonce certaines conséquences de la LSI sur la santé des prostituées. Act Up accuse le gouvernement de pousser la prostitution dans des zones de non droit et dans la clandestinité, ayant un effet néfaste sur la lutte contre le sida. En effet, toute action de prévention a été rendu pratiquement impossible par la nouvelle loi. Une politique de réduction des risques (distribution de préservatifs, bus de prévention, évolution vers un système de soins, etc) qui s'était mise en place a été réduite presque à néant après cette loi. Des groupes de défense des prostituées se sont organisés, notamment le collectif de Vincennes afin de mieux se faire entendre et faire valoir leurs droits. D'autres groupes se sont organisés dans d'autres villes de France comme Grisélidis (à Toulouse) et Cabiria (à Lyon).

### Critiques concernant la criminalisation des gens du voyages
Plusieurs organisations critiquent les mesures prises contre les gens du voyage dans le cadre de la LSI, c’est-à-dire la confiscation des véhicules des gens du voyages qui s'installent sur le terrain d'autrui. D'une manière plus générale, beaucoup dénoncent l'amalgame entre « gens du voyage » et « délinquance » alimenté par cette nouvelle loi.

### Critiques concernant les squatteurs
Des mesures concernant l'accélération des procédures civiles d'expulsion lors de l'occupation d'un terrain ou d'un appartement (squat) appartenant à autrui ont été mises en place dans le cadre de la LSI.
Pour l'association DAL, cette mesure « criminalise les personnes qui occupent sans droit ni titre un logement vacant pour éviter de vivre dans la rue. »

### Critiques concernant l'utilisation des fichiers par les forces de l'ordre
Le fichage est fortement facilité par les forces de l'ordre dans la nouvelle loi. La CNIL s'est inquiétée des dangers de l'utilisation des fichiers prévue par le projet de loi sur la sécurité.

### Autres critiques
D'autres critiques apparaissent au sujet de la suspension des allocations familiales pour les enfants condamnés, de la garde à vue des mineurs dès l'âge de dix ans, etc.
Une forte mobilisation a vu le jour avant le vote de cette loi. Cette mobilisation rassemblait notamment des partis politiques de gauche, et des associations de gauche comme Attac.